# Elecciones provinciales de Corrientes de 1963
Las elecciones generales de la provincia de Corrientes de 1963 tuvieron lugar el 7 de julio del mencionado año con el objetivo de restaurar la normalidad constitucional de la provincia tras el golpe de Estado del 29 de marzo de 1962. Se realizaron con el peronismo proscripto y el expresidente Arturo Frondizi detenido, por lo que los partidarios de ambas fuerzas políticas se expresaron mediante el voto en blanco.
Sin embargo, en Corrientes triunfó el conservador Pacto Autonomista - Liberal con el 44,75% de los votos y mayoría absoluta de 14 electores en el Colegio Electoral, seguido de la Unión Cívica Radical Intransigente (UCRI), que fue el partido individual más votado con el 36,02% de los votos y 11 electores. La Unión Cívica Radical del Pueblo, que ganó las elecciones presidenciales y legislativas a nivel nacional, obtuvo en Corrientes solo el 5,90%. El voto en blanco, que en las elecciones nacionales logró la segunda minoría de votos, en Corrientes no superó el 6%.
El gobernador electo fue el liberal Diego Díaz Colodrero, que asumió el 12 de octubre de 1963. Sin embargo, no completó el mandato constitucional debido a que fue depuesto el 28 de junio de 1966 por un golpe de Estado militar.

## Resultados

### Gobernador y Vicegobernador
|  | 27.18 % |

|  | 17.57 % |

|  | 44.75 % |

|  | 36.02 % |

|  | 5.90 % |

|  | 4.88 % |

|  | 3.94 % |

|  | 3.84 % |

|  | 0.67 % |

|  | 0.001 % |

|  | 94.24 % |

|  | 5.76 % |

|  | 100.00 % |

|  | 77.20 % |